# Saint-Projet, Lot
Saint-Projet là một xã thuộc tỉnh Lot tây nam Pháp. Xã có diện tích 15,83 kilômét vuông, dân số theo điều tra năm 1999 là 354 người. Khu vực này có độ cao trung bình 351 mét trên mực nước biển.